# Praeornis
Praeornis — сумнівний рід ранніх авіаланових або птахоподібних динозаврів, названий на основі одного пір'я, виявленого Шаровим у формації Карабастау в Казахстані в 1971 році. Другий екземпляр був виявлений у 2010 році Джіком та ін.. Пір'я Praeornis, ймовірно, являють собою модифіковані хвостові пір'я, які використовувалися для демонстрації або рівноваги, подібні до тих, що були знайдені в деяких інших ранніх авіаланів. Пір'я Praeornis є унікальними завдяки надзвичайно товстій центральній вісі та жорстким зубцям.
У 1978 році Раутіан офіційно назвав перо Praeornis sharovi. Він вважав, що він належить до птаха, більш примітивного, ніж археоптерикс, і відніс його до власного підкласу (Praeornithes), ряду (Praeornithiformes) і родини (Praeornithidae). Однак у 1986 році Бок опублікував статтю, в якій стверджував, що «перо» насправді було листом цикад. Цієї думки дотримувалися Долуденко з колегами в 1990 році, які відзначили, що він схожий на листя виду Paracycas harrisii. Л. А. Несов в 1992 році також припустив належність до цикад, але синонімізував його до виду Cycadites saportae. Думка про те, що він являє собою лист, згодом дотримується Алан Федучча в 1996 році та Пітер Веллнхофер у 2004 році.
Три дослідження, починаючи з початкового опису, підтримали ідентифікацію Praeornis як пір'я, а не лист. У 1991 році Глазунова та її колеги вивчили зразок за допомогою електронного мікроскопа та виявили, що мікроструктура має спільні риси з «примітивним» пір'ям ратиєвих птахів (зараз відомо, що пір'я не є примітивним, а це вироджене махове і контурне пера). У статті 2001 року Курочкін також прийняв його ідентичність як перо. Повніше дослідження було опубліковано у 2010 році Dzik та ін., в якому автори провели біохімічний аналіз пера Praeornis та інших скам'янілостей з того самого місця, включаючи рослини та риб. Аналіз показав, що хімічні маркери скам'янілостей Praeornis були більше схожі на риб'ячу луску, ніж на листя рослини, підтверджуючи гіпотезу про тваринне походження пір'я. Окрім ідентифікації Praeornis як пера, Dzik et al. також помітив схожість між передбачуваним пір'ям Longisquama і Praeornis.
У 2017 році було показано, що скам'янілість енантіорніту, знайдена в Бразилії, має пару хвостових пір'їн з домінуванням осі, дуже схожих на типовий зразок Praeornis, що робить ймовірним те, що Praeornis представляє енантіорніт або подібний вид.